# شهرستان هوینینگ
شهرستان هوینینگ (به لاتین: Huining County) یک منطقهٔ مسکونی در چین است که در بایین واقع شده‌است.